# Har Halutz
Har Halutz (hebreo: הַר חָלוּץ Cerro del pionero), oficialmente conocido como Halutz, es una comunidad de la Galilea central en el norte de Israel. Har Halutz se ubica en terrenos pedregosos del Gush Tefen y pertenece al consejo regional de Misgav. En 2015 tenía una población de 464 habitantes.

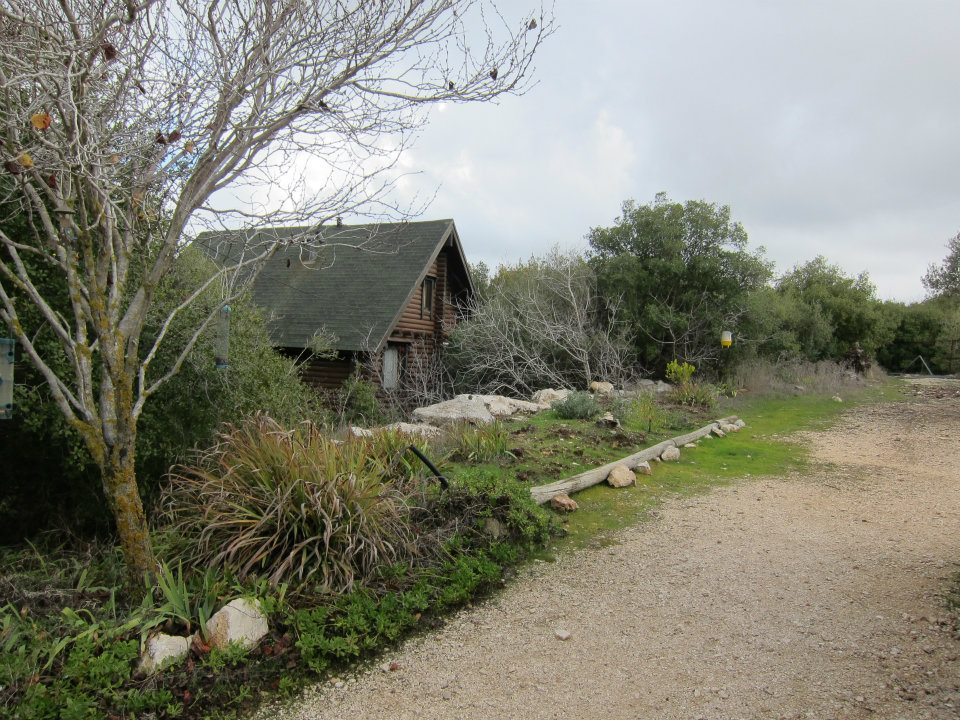
Casa en Har Halutz.

Har Halutz es un pueblo comunal diseñado con el objetivo de llevar una vida de "empresa libre" (en contraposición a la vida organizada colectivamente típica de los kibbutzim y moshavim). Para sobrevivir, los miembros de la aldea trabajan en pueblos cercanos o crean nuevas oportunidades de empleos en o cerca del lugar. Har Halutz posee dos edificios de oficina con oficinas pequeñas que alquila a los miembros que requieren espacios de oficina.  La sinagoga comunitaria proporciona servicios, actividades de festival y otras celebraciones.
La vida comunal en Har Halutz se centra en festividades en los día puentes. Las familias se turnan para organizar las actividades de vacaciones y se les da una mano en la organización para lograr eventos memorables para la comunidad.

## Historia
Har Halutz fue inicialmente fundado por los gar'en que fueron establecidos en los EE. UU. a principios de los 80s bajo los auspicios del Movimiento de Israel para Reforma y judaísmo Progresivo (Movimiento de Reforma). Las nueve familias que se mudaron al lugar en 1985 consistía de una mezcla de inmigrantes de habla inglesa e israelíes la mayoría de los nuevos habitantes son oriundos de Israel.
El Plan Maestro para Har Halutz propone la construcción de 330 casas familiares que se ubicaran en unos seis barrios. Estas urbanizaciones contarán con un centro en el que se encontrarán centros comerciales entre los que ya se encuentran un centro de cuidados diurnos, jardín de infancia, dos edificios de oficinas, un centro juvenil y un centro comunal/sinagoga. Para septiembre del 2013, vivían unas 110 familias en el pueblo.[cita requerida]
El oeste de la ciudad se encuentra la loma de Har Halutz. Los arqueólogos afirman que la colina no ha tenido un poblamiento permanente desde los días del Segundo Templo.[cita requerida]

## Geografía
El cercano monte Halutz tiene unos 798 metros de alto. El pueblo de Har Halutz se encuentra a unos 760 metros sobre el nivel del mar. 
Har Halutz cuenta con un verano caliente de clima mediterráneo. En promedio, nieva al menos una vez al año. La precipitación anual media es de alrededor de 800 mm, cayendo casi enteramente entre octubre y mayo.